# Meigenia tridentata
Meigenia tridentata là một loài ruồi trong họ Tachinidae.